# Neukirchen am Walde
Neukirchen am Walde là một đô thị ở huyện Grieskirchen bang Oberösterreich, nước Áo. Đô thị này có diện tích 15,8 km², dân số thời điểm ngày 31 tháng 12 năm 2005 là 1612 người.